# Ruska ženska softbolska reprezentacija
Ruska ženska softbolska reprezentacija predstavlja državu Rusiju u športu softbolu.
Krovna organizacija: 

## Sudjelovanja na EP
- Rovereto 1979.: nisu sudjelovale
- Haarlem 1981.: nisu sudjelovale
- Parma 1983.: nisu sudjelovale
- Antwerpen/Anvers 1984.: nisu sudjelovale
- Antwerpen/Anvers 1986.: nisu sudjelovale
- Hørsholm 1988.: nisu sudjelovale
- Genova 1990.: nisu sudjelovale
- Bussum 1992.: 11.
- Settimo Torinese 1995.: nisu sudjelovale
- divizija "B", Prag 1997.: 1. (plasirale se u "A" diviziju)
- divizija "A", Antwerpen/Anvers 1999.: brončane
- divizija "A", Prag 2001.: 4.
- divizija "A", Caronno, Pertusella-Saronno, Italija 2003.: srebrne
- divizija "A", Prag 2005.: 5.
- divizija "A", Amsterdam 2007.: brončane